# ميلكور سانشيز دي لا فيوينت
ميلكور سانشيز دي لا فيوينت هو سياسي مكسيكي، ولد في 19 مارس 1963 في مونكلوفا في المكسيك. نشط حزبياً في الحزب الثوري المؤسساتي. وقد انتخب عضو مجلس النواب المكسيك ‏.